# Heaven and Hell (Vangelis)
Heaven and Hell è il terzo album in studio del musicista greco Vangelis, pubblicato nel 1975 dalla RCA Records.

## Il disco
L'album, quinta uscita discografica ufficiale, è noto ai più per l'utilizzo di Movement 3, brano nell'edizione in vinile ed estratto della prima parte in quella in CD, come sigla della serie di documentari Cosmo.
Incentrato per la prima volta sull'elettronica, il progetto è caratterizzato da uno stile classicheggiante, anteposto a quello "progressive" dei lavori precedenti come Earth e del seguente Albedo 0.39. Vangelis volle tornare su uno stile simile anni avanti in Mask.
L'album venne concepito come una sorta di opera, divisa inizialmente in movimenti (9 in totale, ognuno con un titolo) e poi successivamente raggruppato in due parti, intervallate dal brano So Long Ago, So Clear (da considerarsi una sorta di bonus track di separazione, ma comunque parte della Part One). Proprio quest'ultimo fece segnare la prima collaborazione fra il musicista greco e Jon Anderson, leader degli Yes, collaborazione che porterà poi al "side project" Jon & Vangelis e alla produzione di 4 album e 2 compilation.
Heaven and Hell raggiunse la trentunesima posizione nella classifica di vendita del Regno Unito nel gennaio 1976.
L'edizione originale italiana è l'unica ad avere una selezione di brani differente. La ristampa del 1982 è conforme all'edizione internazionale dell'album. L'anno dopo la pubblicazione dell'lp Vangelis si troverà a collaborare con Patty Pravo per gli arrangiamenti dell'album Tanto. La quarta traccia del lato B dell'edizione italiana di Heaven and Hell, lo strumentale J.F., verrà utilizzata come base per il brano Per amarti d'amore. Nel successivo, omonimo, disco della Pravo, inciso per la Ricordi, compare una versione in italiano di So Long Ago, So Clear che, tradotta da Albertelli, diventa Sconosciuti cieli.

## Tracce
Tutte le tracce sono state composte da Vangelis.

### Edizione in Vinile

#### Lato A
1. Bacchanale – 4:40
2. Symphony to the Powers B (Movements 1 and 2) – 8:18
3. Movement 3 (Theme from Cosmos) – 4:03
4. So Long Ago, So Clear – 5:00

Durata totale: 22:01

#### Lato B
1. Intestinal Bat – 3:18
2. Needles and Bones – 3:22
3. 12 O'Clock (Part 1 e 2) – 8:48
4. Aries – 2:05
5. A Way – 3:45

Durata totale: 21:18

### Edizione in CD
1. Heaven and Hell (Part One) – 21:58
  - include So Long Ago, So Clear – 4:58
2. Heaven and Hell (Part Two) – 21:16

### Edizione italiana in vinile
Heaven And Hell Part 1
- A1 Riff Thing
- A2 Heaven And Hell
- A3 So Long Ago, So Clear

Heaven And Hell Part 2
- B1 Falcons
- B2 Needles
- B3 Friday Night
- B4 J.F.
- B5 Heavy - Aries - Heaven

## Musicisti
- Vangelis - sintetizzatore, pianoforte, percussioni, arrangiamenti
- Jon Anderson - voce in So Long Ago, So Clear
- Vana Veroutis - voce in 12 O'Clock
- English Chamber Choir, diretto by Guy Protheroe - voci